# Акимова, Светлана Семёновна
Светлана Семёновна Акимова (род. 19 сентября 1945, Уфа) — актриса Башкирского республиканского русского драматического театра. Народная артистка Башкирской АССР (1984).

## Биография
Родилась 19 сентября 1945 года в Уфе.
Окончила Уфимское училище искусств в 1967 году (курс Ш. М. Муртазиной).
По окончании училища работает в Государственном академическом русском драматическом театре Республики Башкортостан г. Уфа.
Член Союза театральных деятелей (1970 г.).

## Роли в спектаклях
- Инга («Четыре креста на солнце» А. А. Делендика; дебют, 1967)
- Агничка («Не всё коту масленица» А. Н. Островского)
- Амаранта («Испанский священник» Джона Флетчера и Филиппа Мэссинджера)
- Аннушка («Обыкновенный человек» Л. М. Леонова)
- Валя («Кадриль» В. П. Гуркина)
- Варя («Вишнёвый сад» А. П. Чехова)
- Инга Денисова («Берегите белую птицу» Н. И. Мирошниченко)
- Кончетта Меле («Утешитель вдов», Джузеппе Маротта и Белизарио Рандоне)
- Любовь Торцова («Бедность не порок» А. Н. Островского)
- Липочка и Сваха («Банкрот, или Свои люди — сочтёмся!» А. Н. Островского)
- Марта-Изабелла («Деревья умирают стоя» Алехандро Касоны)
- Маша Балагурова («Эй ты, здравствуй!» Г. С. Мамлина)
- Машенька («Машенька» А. Н. Афиногенова)
- Мигачёва («Не было ни гроша, да вдруг алтын» А. Н. Островского)
- Мстиславская («Царь Фёдор Иоаннович» А. К. Толстого)
- Настёна («Живи и помни» В. Г. Распутина)
- Неля («Жестокие игры» А. Н. Арбузова)
- Нэркэс («Изгнанная» по пьесе И. Х. Юмагулова «Нәркәс»)
- Похлёбова («Петербургские квартиры» Ф. А. Кони)
- Серафима («Самоубийца» Н. Р. Эрдмана)
- Софья Ивановна («Пока она умирала» Н. М. Птушкиной)
- Сима («Спешите делать добро» М. М. Рощина)
- Устинья Наумовна («Банкрот» А. Н. Островского)
- Фелицата («Наливные яблоки» А. Н. Островского)
- Фениса («Хитроумная влюблённая» Лопе де Вега)
- Щекоткина («Петербургские квартиры» Ф. А. Кони)

## Роли в кино
- 1974 — "Незнакомый наследник"— Зина
- 2003 — «День хомячка» (режиссёр Виталий Мухаметзянов, Русское Счастье Энтертеймент и киностудия «Башкортостан», РФ) — жена Безухова

## Награды и звания
- Заслуженная артистка Башкирской АССР (1974)
- Народная артистка Башкирской АССР (1984)